# Colostygia jurahelvetica
Colostygia jurahelvetica är en fjärilsart som beskrevs av Eugen Wehrli 1924. Colostygia jurahelvetica ingår i släktet Colostygia och familjen mätare. Inga underarter finns listade i Catalogue of Life.